# Bernardo Marinho
Bernardo Marinho (Rio de Janeiro, 2 de fevereiro de 1988) é um ator e apresentador de televisão brasileiro.

## Carreira

### Televisão
| Ano         | Título            | Personagem                            | Nota                      |
| ----------- | ----------------- | ------------------------------------- | ------------------------- |
| 2001        | Bambuluá          | Deco (Cavaleiro do Futuro - Vermelho) | Temporada 1               |
| 2002        | Malhação          | Rogério                               |                           |
| 2002        | Desejos de Mulher | Bernardo Moreno                       |                           |
| 2004 - 2006 | A Diarista        | Caio/Guto                             | 2 episódios               |
| 2005        | Floribella        | Guilherme                             |                           |
| 2007        | MTV Box           | VJ                                    |                           |
| 2009 - 2011 | Aline             | Otto                                  | 10 episódios              |
| 2011        | O Astro           | Allan Quintanilha                     |                           |
| 2012        | Amor Eterno Amor  | Beto                                  |                           |
| 2013        | Saramandaia       | Gilson                                | Participação Especial     |
| 2014        | Só Garotas        | João                                  |                           |
| 2014        | Geração Brasil    | Vander                                |                           |
| 2015        | Além do Tempo     | Conde Bernardo Castellini (jovem)     |                           |
| 2017        | Pega Pega         | Wanderley Macedo                      |                           |
| 2018        | Sob Pressão       | Marido de Gisele                      | Episódio: "23 de outubro" |
| 2019        | Verão 90          | Alberto Marques (Tobé)                |                           |
| 2021        | Galera FC         | Truco                                 |                           |

### Cinema
| Ano  | Título                            | Personagem |
| ---- | --------------------------------- | ---------- |
| 2016 | Nise: O Coração da Loucura        | Raphael    |
| 2015 | Mate-Me Por Favor                 | João       |
| 2013 | Educação Sentimental              |            |
| 2007 | O Passageiro - Segredos de Adulto | Antônio    |